# Diócesis de Nakuru
La diócesis de Nakuru (en latín: Dioecesis Kerichoënsis, en inglés: Roman Catholic Diocese of Nakuru y en suajili: Jimbo Katoliki la Nakuru) es una circunscripción eclesiástica de la Iglesia católica en Kenia. Se trata de una diócesis latina, sufragánea de la arquidiócesis de Nairobi. Desde el 15 de febrero de 2023 su obispo es Cleophas Oseso Tuka.

## Territorio y organización
La diócesis tiene 18 149 km² y extiende su jurisdicción sobre los fieles católicos de rito latino residentes en los exdistritos civiles de Nakuru, Baringo y Koibatek de la extinta (desde 2013) provincia Oriental.
La sede de la diócesis se encuentra en la ciudad de Nakuru, en donde se halla la Catedral de Cristo Rey.
En 2019 en la diócesis existían 53 parroquias.

## Historia
La diócesis fue erigida el 11 de enero de 1968 con la bula Quam curam del papa Pablo VI, obteniendo el territorio de las diócesis de Eldoret, Kisumu (hoy arquidiócesis) y la arquidiócesis de Nairobi.
El 28 de junio de 1972, por decreto Cum ad bonum de la Congregación para la Evangelización de los Pueblos, se amplió incluyendo el distrito de Baringo, que había pertenecido a la diócesis de Eldoret.
El 6 de diciembre de 1995 cedió una parte de su territorio para la erección de la diócesis de Kericho mediante la bula Quoniam superna del papa Pío XII.

## Estadísticas
Según el Anuario Pontificio 2020 la diócesis tenía a fines de 2019 un total de 614 043 fieles bautizados.
| Año                                                                             | Población            | Población | Población      | Sacerdotes | Sacerdotes    | Sacerdotes    | Bautizados por sacerdote | Diáconos permanentes | Religiosos | Religiosos | Parroquias |
| Año                                                                             | Bautizados católicos | Total     | % de católicos | Total      | Clero secular | Clero regular | Bautizados por sacerdote | Diáconos permanentes | Varones    | Mujeres    | Parroquias |
| ------------------------------------------------------------------------------- | -------------------- | --------- | -------------- | ---------- | ------------- | ------------- | ------------------------ | -------------------- | ---------- | ---------- | ---------- |
| 1970                                                                            | 72 510               | 810 324   | 8.9            | 50         | 2             | 48            | 1450                     |                      | 68         | 39         |            |
| 1980                                                                            | 172 559              | 1 366 000 | 12.6           | 52         | 5             | 47            | 3318                     |                      | 61         | 81         | 34         |
| 1990                                                                            | 277 000              | 1 950 000 | 14.2           | 84         | 56            | 28            | 3297                     |                      | 86         | 117        | 43         |
| 1999                                                                            | 325 182              | 1 700 000 | 19.1           | 88         | 52            | 36            | 3695                     |                      | 101        | 130        | 33         |
| 2000                                                                            | 329 285              | 1 734 000 | 19.0           | 102        | 59            | 43            | 3228                     |                      | 125        | 130        | 34         |
| 2001                                                                            | 400 000              | 1 900 000 | 21.1           | 121        | 74            | 47            | 3305                     |                      | 141        | 138        | 34         |
| 2002                                                                            | 405 000              | 1 790 000 | 22.6           | 114        | 67            | 47            | 3552                     |                      | 154        | 173        | 35         |
| 2003                                                                            | 210 432              | 1 373 117 | 15.3           | 118        | 67            | 51            | 1783                     |                      | 150        | 171        | 36         |
| 2004                                                                            | 230 822              | 1 471 451 | 15.7           | 103        | 64            | 39            | 2240                     |                      | 118        | 155        | 38         |
| 2013                                                                            | 331 407              | 1 700 331 | 19.5           | 133        | 93            | 40            | 2491                     |                      | 76         | 141        | 47         |
| 2016                                                                            | 458 320              | 2 196 855 | 20.9           | 140        | 110           | 30            | 3273                     |                      | 78         | 207        | 47         |
| 2019                                                                            | 614 043              | 2 942 012 | 20.9           | 143        | 108           | 35            | 4294                     |                      | 121        | 201        | 53         |
| Fuente: Catholic-Hierarchy, que a su vez toma los datos del Anuario Pontificio. |                      |           |                |            |               |               |                          |                      |            |            |            |

## Episcopologio
- Sede vacante (1968-1971)

- Raphael Simon Ndingi Mwana'a Nzeki † (30 de agosto de 1971-14 de junio de 1996 nombrado arzobispo coadjutor de Nairobi)
- Peter J. Kairo (21 de abril de 1997-19 de abril de 2008 nombrado arzobispo de Nyeri)
- Maurice Muhatia Makumba (19 de diciembre de 2009-18 de febrero de 2022 nombrado arzobispo de Kisumu)
  - David Kamau Ng'ang'a,[nota 2] desde el 19 de marzo de 2022 (administrador apostólico)
- Cleophas Oseso Tuka, electo desde el 15 de febrero de 2023